# Cover Day (макси-сингл)
Это статья о макси-сингле группы «Элизиум». О её одноимённом альбоме см. Cover Day.
«Cover Day» — макси-сингл российской рок-группы «Элизиум», состоящий из шести русскоязычных кавер-версий песен различных зарубежных исполнителей. Все шесть композиций на макси-сингле, выпущенном 1 сентября 2012 года, были представлены как готовый материал с полноценного трибьют-альбома Cover Day, который увидел свет в 2013 году.
Презентация макси-сингла прошла 14 сентября 2012 года на большом сольном концерте «Элизиума» в Москве.

## Список композиций
| №  | Название                  | Автор(ы)          | Оригинальное название | Длительность |
| -- | ------------------------- | ----------------- | --------------------- | ------------ |
| 1. | «Дай им знать»            | Social Distortion | «Don’t Drag Me Down»  | 3:27         |
| 2. | «О любви безмолвный крик» | Die Ärzte         | «Schrei Nach Liebe»   | 3:28         |
| 3. | «Так я нарушил закон»     | The Crickets      | «I Fought the Law»    | 2:21         |
| 4. | «Что ты хочешь от меня?»  | Die Toten Hosen   | «Pushed Again»        | 4:30         |
| 5. | «Пойдём вместе с нами»    | New Model Army    | «Vegabonds»           | 3:09         |
| 6. | «Всё напрасно»            | Therapy?          | «Nowhere»             | 3:09         |

## Исполнители
- Дмитрий «Дракол» Кузнецов — бас-гитара;
- Александр «Пропеллер» Телехов — вокал;
- Алексей «Младшой» Кузнецов — ударные, перкуссия;
- Кирилл «Кира» Крылов — гитара;
- Егор Баранов — виолончель, клавишные;
- Дмитрий «Boeing!» Сотников — труба.